# Visor om Slutet
Visor om Slutet (schwedisch: „Lieder vom Ende“) ist eine EP der finnischen Metal-Band Finntroll aus dem Jahr 2003. Die Band bezeichnet die Aufnahmen als EP, gelegentlich fand seitens der Fachpresse auch die Bezeichnung „Mini-CD“ oder „Mini-Album“ Verwendung.

## Entstehung
Die Zeit der Entstehung der EP war von einigen Rückschlägen für die Band geprägt. Sänger Jan „Katla“ Jämsen erkrankte an einem Tumor auf den Stimmbändern und musste daher die Band verlassen. An seine Stelle trat Tapio Wilska, der bereits auf dem Vorgängeralbum als Gast aufgetreten war und nun sein Debüt als Sänger der Band gab. Einen weiteren Rückschlag erlebte die Band  wenige Wochen vor der Veröffentlichung der EP. Am 16. März 2003 starb der Gitarrist Teemu „Somnium“ Rainmoranta, als er betrunken von einer Brücke in einen zugefrorenen Fluss stürzte. Nachträglich wurde das Album dem Verstorbenen gewidmet.
Die EP wurde in der Woche vom 11. bis 18. Februar 2003 im Hästhofmen-Tonstudio in Helsinki aufgenommen und von Henri „Trollhorn“ Sorvali produziert. Wie schon beim Vorgängeralbum war auch diesmal Mika Jussila im Finnvox-Studio für den Endmix und Rhythmusgitarrist Samuli „Skrymer“ Ponsimaa für das Artwork verantwortlich.

## Stil
Die EP wich deutlich vom bisherigen Stil der Band ab. Abgesehen vom Lied Asfågelns Död wurden auf dem Album keine Rock- oder Metal-typischen Instrumente wie E-Gitarren oder ein Schlagzeug verwendet. Stattdessen bietet das Album mit starker Dominanz von Akustikgitarren, Flöten und Keyboards eher ruhiges Material, welches weitestgehend akustischem Folk mit Anklängen an Ambient und Neofolk entsprach. Auch Samples von Naturgeräuschen (Vögel, Frösche, Insekten) fanden auf dem Album Verwendung.
Wie schon auf der ursprünglichen Demo Rivfader aus dem Jahr 1998 stellen die meisten Stücke des Albums kurze, instrumentale Zwischenspiele oder In-/Outros dar. Försvinn Du Som Lyser wurde ein Jahr später für die Trollhammaren-EP als Metal-Version neu aufgenommen.

## Tracklist
1. Suohengen Sija – 2:59 – Der Ort des Moorgeistes
2. Asfågelns Död – 3:46 – Der Tod des Aasgeiers
3. Försvinn Du Som Lyser – 2:39 – Verschwinde du, der leuchtet
4. Veripuu – 1:16 – Blutbaum
5. Under Varje Rot och Sten – 3:18 – Unter jeder Wurzel und Stein
6. När Allt Blir Is – 2:36 – Wenn alles vereist wird
7. Den Sista Runans Dans – 3:45 – Der Tanz der letzten Rune
8. Rov – 2:05 – Beute
9. Madon Laulu – 4:01 – Wurmlied
10. Svart Djup – 3:58 – Schwarze Tiefe
11. Avgrunden Öppnas – 2:20 – Der Abgrund öffnet sich